# Arthropeas sibirica
Arthropeas sibirica är en tvåvingeart som beskrevs av Friedrich Hermann Loew 1850. Arthropeas sibirica ingår i släktet Arthropeas och familjen vedflugor. Inga underarter finns listade.